# فاهي هاكوبيان (سياسي، من مواليد 1971)
فاهي هاكوبيان (الأرمني: Վահե Հակոբյան؛ من مواليد 12 يونيو 1971 في يريفان)،  هو حاكم منطقة سيونيك في أرمينيا، عين في هذا المنصب في 6 أكتوبر 2016. وقبل ذلك، من عام 1996 إلى عام 1999، وكان النائب الأول لمدير عام في زانجيزور النحاس الموليبدينوم الجمع بين CJSC. عضو في الحزب الجمهوري لأرمينيا. متزوج وله ابنتان. 